# أرارات (أرارات)
مدينة أرارات (بالأرمينية:Արարատ) (بالإنجليزية: Ararat)‏ هي إحدى المدن التابعة لمقاطعة أرارات في أرمينيا. يقدر عدد سكانها بـ 8255 نسمة حسب الإحصاء الذي جرى عام 2011.

## المناخ
يظهر الجدول التالي التغييرات المناخية على مدار السنة لأرارات:
| البيانات المناخية لـأرارات                                                       | البيانات المناخية لـأرارات | البيانات المناخية لـأرارات | البيانات المناخية لـأرارات | البيانات المناخية لـأرارات | البيانات المناخية لـأرارات | البيانات المناخية لـأرارات | البيانات المناخية لـأرارات | البيانات المناخية لـأرارات | البيانات المناخية لـأرارات | البيانات المناخية لـأرارات | البيانات المناخية لـأرارات | البيانات المناخية لـأرارات | البيانات المناخية لـأرارات |
| الشهر                                                                            | يناير                      | فبراير                     | مارس                       | أبريل                      | مايو                       | يونيو                      | يوليو                      | أغسطس                      | سبتمبر                     | أكتوبر                     | نوفمبر                     | ديسمبر                     | المعدل السنوي              |
| -------------------------------------------------------------------------------- | -------------------------- | -------------------------- | -------------------------- | -------------------------- | -------------------------- | -------------------------- | -------------------------- | -------------------------- | -------------------------- | -------------------------- | -------------------------- | -------------------------- | -------------------------- |
| متوسط درجة الحرارة الكبرى °ف (°م)                                                | 35 (2)                     | 42 (6)                     | 55 (13)                    | 64 (18)                    | 76 (24)                    | 83 (28)                    | 93 (34)                    | 93 (34)                    | 83 (28)                    | 70 (21)                    | 56 (13)                    | 41 (5)                     | 66 (19)                    |
| متوسط درجة الحرارة الصغرى °ف (°م)                                                | 19 (−7)                    | 22 (−6)                    | 33 (1)                     | 44 (7)                     | 52 (11)                    | 59 (15)                    | 67 (19)                    | 66 (19)                    | 56 (13)                    | 45 (7)                     | 33 (1)                     | 25 (−4)                    | 43 (6)                     |
| الهطول إنش (مم)                                                                  | 0.9 (23)                   | 0.5 (13)                   | 0.2 (5.1)                  | 0.8 (20)                   | 0.8 (20)                   | 0.4 (10)                   | 0.3 (7.6)                  | 0.7 (18)                   | 0.1 (2.5)                  | 0.5 (13)                   | 0.7 (18)                   | 0.2 (5.1)                  | 6.1 (155.3)                |
| المصدر: http://www.worldweatheronline.com/Ararat-weather-averages/Ararat/AM.aspx |                            |                            |                            |                            |                            |                            |                            |                            |                            |                            |                            |                            |                            |

## أعلام
- فازكين سركسيان